# Dolores Mächler-Rupp
Dolores Mächler-Rupp (12 de julio de 1973) es una deportista suiza que compitió en ciclismo de montaña en la disciplina de campo a través. Ganó una medalla de bronce en el Campeonato Europeo de Ciclismo de Montaña en Maratón de 2006.

## Medallero internacional
| Campeonato Europeo | Campeonato Europeo | Campeonato Europeo | Campeonato Europeo |
| Año                | Lugar              | Medalla            | Competición        |
| ------------------ | ------------------ | ------------------ | ------------------ |
| 2006               | Tambre (Italia)    | Medalla de bronce  | Campo a través     |